# Farmoor
Farmoor – wieś w Anglii, w hrabstwie Oxfordshire, w dystrykcie Vale of White Horse. Leży 7 km na zachód od Oksfordu i 90 km na zachód od Londynu.